# NK Croatia Sesvete
NK Croatia Sesvete was een Kroatische voetbalclub uit Sesvete, een district van de hoofdstad Zagreb.

## Geschiedenis
De club werd in 1957 opgericht als Sljeme, wat slaat op een berg uit de buurt. Tot 1988 speelde de club onder deze naam. Dan nam de club de naam NK Sesvete aan en in 1996 werd de sponsornaam NK Badel Sesvete voor één seizoen aangenomen. Tot 1998 heette de club opnieuw NK Sesvete en nam dan de huidige naam NK Croatia Sesvete aan.
Het grootste succes in de clubgeschiedenis tot nu toe kwam in het seizoen 2007/08 toen de club op de laatste speeldag tegen de leider NK Hrvatski dragovoljac Zagreb won en zo op het nippertje kampioen werd in de tweede klasse. De club promoveerde nu voor het eerst naar de hoogste klasse. Dragovoljac moest de eindronde spelen tegen Inter Zaprešić en veroor deze. In 2010 degradeerde de club.
De club werd, na financiële onregelmatigheden, in 2012 opgeheven. Het nieuw opgerichte NK Croatia Prigorje wordt gezien als opvolger.

## Recente eindstanden
| Seizoen | Competitie        | Plaats | Pts | Wed | W  | G | V  | DV | DT | Beker       |
| ------- | ----------------- | ------ | --- | --- | -- | - | -- | -- | -- | ----------- |
| 1994-95 | Druga HNL-West    | 3      | 69  | 36  | 20 | 9 | 7  | 77 | 38 |             |
| 1995-96 | Druga HNL-West    | 12     | 40  | 34  | 12 | 4 | 18 | 46 | 64 |             |
| 1996-97 | Druga HNL-Centrum | 2      | 60  | 30  | 19 | 3 | 8  | 53 | 32 |             |
| 1997-98 | Druga HNL-Centrum | 5      | 66  | 32  | 20 | 6 | 6  | 66 | 28 | Kwartfinale |
| 1998-99 | Druga HNL         | 12     | 48  | 36  | 14 | 6 | 16 | 52 | 56 |             |
| 1999-00 | Druga HNL         | 12     | 34  | 32  | 9  | 7 | 16 | 38 | 48 |             |
| 2000-01 | Druga HNL         | 3      | 65  | 34  | 20 | 5 | 9  | 61 | 33 | Voorronde   |
| 2001-02 | Druga HNL-Zuid    | 7      | 45  | 30  | 13 | 6 | 11 | 33 | 29 | 1/16 Finale |
| 2002-03 | Druga HNL-Zuid    | 4      | 44  | 32  | 12 | 8 | 12 | 43 | 52 | 1/16 Finale |
| 2003-04 | Druga HNL-Zuid    | 9      | 41  | 32  | 11 | 8 | 13 | 40 | 47 | 1/8 Finale  |
| 2004-05 | Druga HNL-Zuid    | 9      | 38  | 32  | 10 | 8 | 14 | 41 | 47 |             |
| 2005-06 | Druga HNL-Zuid    | 2      | 59  | 32  | 18 | 5 | 9  | 61 | 42 |             |
| 2006-07 | Druga HNL         | 3      | 59  | 30  | 18 | 5 | 7  | 67 | 38 | 1/16 finale |
| 2007-08 | Druga HNL         | 1      | 66  | 30  | 20 | 6 | 4  | 67 | 25 |             |

## Bekende (ex-)spelers
- Boštjan Cesar
- Jerko Leko